# Jean L'Archevêque
Pour les articles homonymes, voir L'Archevêque.
Jean L'Archevêque (Bayonne, 30 septembre 1672 - 20 août 1720), est un explorateur, soldat et commerçant français.
Il fut l'un des survivants de Fort Saint-Louis, une colonie française implantée sur le territoire actuel de l'État du Texas, en 1685, par Robert de La Salle. L'Archevêque, fils d'un marchand-importateur, se fit enrôler par le marchand-commerçant Sieur Pierre Duhaut dans le but de participer à l'expédition de recherche de la colonie et de ses survivants. L'Archevêque est connu pour avoir été le leurre qui fit tomber René Robert Cavelier de La Salle dans une embuscade, permettant à Pierre Duhaut de tuer ce dernier,,. Alors que Duhaut était tué à son tour par les membres de l'expédition pour venger l'assassinat de La Salle, L'Archevêque échappa aux représailles à la fois parce qu'il était bien vu mais parce qu'il était, dans une certaine mesure, « moins coupable ». L'Archevêque mourut pendant l'expédition Villasur.

## Fort Saint Louis

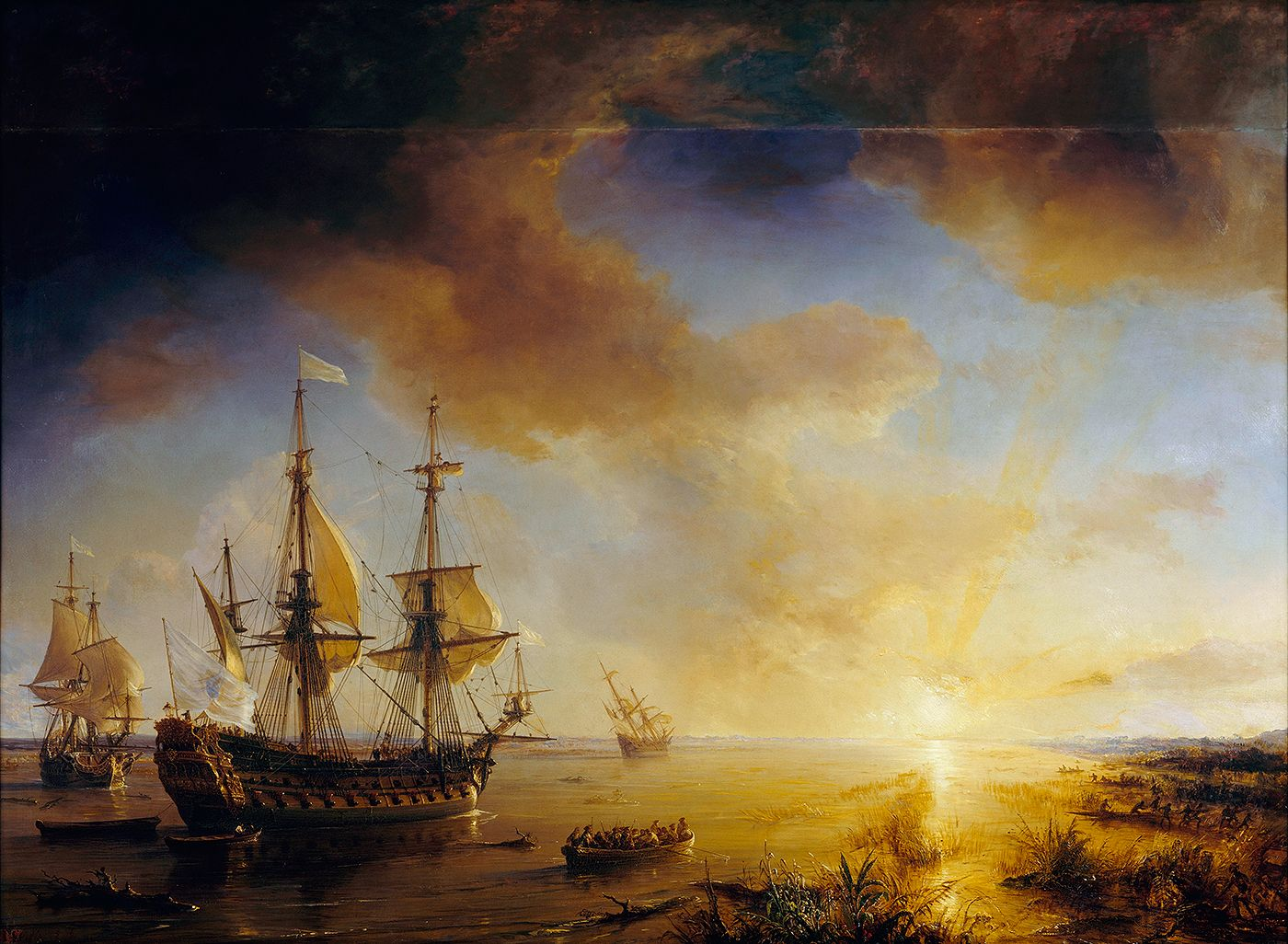
Expédition de Robert Cavelier de La Salle pour la Louisiane en 1684, peinte en 1844 par Théodore Gudin. La Belle est sur la gauche, le Joly au milieu, et l'Aimable est échoué à droite.

Jean, né le 30 septembre 1672 à Bayonne, est le fils de Claude et Marie (d'Armagnac) L'Archevêque. En 1684, âgé de douze ans, L'Archevêque prend part à l'expédition de René Robert Cavelier de La Salle. Deux ans auparavant, La Salle avait conduit une première expédition pour une descente du Mississippi de la Nouvelle-France jusqu'au Golfe du Mexique, revendiquant le fleuve du Mississippi dans son ensemble, délimité par la France en tant que nouveau territoire de la Louisiane. La Salle retourna en France et proposa d'établir une colonie française dans l'embouchure du Mississippi, entre la Floride espagnole et la Nouvelle-Espagne. La colonie fournirait à la fois une base pour la promotion du christianisme auprès des natifs du pays, et un lieu convenable pour l'attaque de la province espagnole de Nueva Vizcaya et la prise de contrôle de ses riches mines d'argent.
Le 24 juillet 1684, l'expédition quitta La Rochelle pour le Nouveau Monde. L'Archevêque était l'une des 300 personnes embarquées sur les quatre navires. L'expédition était composée de 100 soldats, 6 missionnaires, 8 marchands, quelques douzaines de femmes et enfants, et des artisans,. Cinquante-huit jours plus tard, l'expédition s'arrêta à Santo Domingo, où l'un des bateaux, le St-Francois, qui avait été rempli à ras bord de ravitaillement, provisions, et outils pour la colonie, fut capturé par les corsaires espagnols. Vers fin novembre 1684, les trois bateaux restants continuèrent leur recherche du delta du Mississippi. La combinaison de cartes inexactes, des erreurs de calcul de latitude de l'embouchure du Mississippi par La Salle, et la poussée des courants, menèrent l'expédition loin de leur but. Ils accostèrent dans la baie de Matagorda au début de l'année 1685, 645 km à l'ouest du Mississippi.
Le 20 février 1685, les colons touchèrent finalement terre, pour la première fois depuis les trois mois ayant suivi leur départ de Santo Domingo. Ils déployèrent un camp provisoire à l'endroit où se situe l'actuel phare de Matagorda. En essayant d'entrer dans les eaux peu profondes de la baie, un des bateaux, L'Aimable, fut stoppé par un banc de sable. Pendant plusieurs jours, les hommes essayèrent de sauver les outils et provisions qui étaient à bord de L'Aimable, mais une tempête les empêcha de récupérer plus que de la nourriture, canons, poudre, et une petite partie de leurs marchandises. Le 7 mars, le bateau avait coulé.
La semaine qui suivit, le bateau Le Joly, qui avait été prêté à La Salle par le roi Louis XIV, rentra en France, laissant les colons avec un seul bateau, La Belle. Un bon nombre de colons choisirent de rentrer à bord du Le Joly, seuls 180 d'entre eux restèrent. La Salle chercha un meilleur site et trouva la Garcitas Creek, qui possédait de l'eau fraîche et du poisson, un sol et du bois de bonne qualité ; il l'appela la Rivière aux Bœufs, en raison de la proximité immédiate de troupeaux de bisons. Fort Saint Louis serait construit dans les environs de la rivière, à 1,5 lieues de son embouchure. Les hommes trouvèrent une source de sel à proximité et construisirent un four communautaire.
Début juin 1685, La Salle appela le reste des colons à venir le rejoindre sur le site de la nouvelle colonie. Soixante-dix personnes commencèrent un long voyage de 80 km le 12 juin. Tout leur équipement devait être retiré de La Belle, une tâche physiquement éprouvante qui fut enfin achevée dans le milieu du mois de juin. Bien que des arbres poussent à proximité du nouveau site, ils ne convenaient pas pour la construction d'un fort et des troncs durent être transportés vers le site de construction sur plusieurs kilomètres. Certaines poutres et planches sauvées de L'Aimable y furent également acheminées. Fin juillet, la moitié des colons étaient morts d'épuisement et de faim.
Leur camp permanent enfin établi, les colons purent, pendant les quelques mois qui suivirent, explorer petit à petit les environs. De janvier à mars 1686, La Salle et ses hommes cherchent, par voie de terre, le Mississippi : ils se dirigent vers l'ouest, jusqu'au Rio Grande et atteignent probablement la ville actuelle de Langtry,. On ne sait si L'Archevêque accompagna La Salle ou resta sur place.
Tandis que La Salle était parti, La Belle fut prise dans une tempête. La destruction de leur dernier navire laissa les colons bloqués sur la côte texane, sans aucun espoir de pouvoir rejoindre les colonies françaises des Caraïbes.
Début janvier 1687, la colonie comptait moins de 45 personnes,. La Salle croyait que leur seule chance de survie consistait à rejoindre la Nouvelle-France par voie de terre ; c'est ainsi qu'il planifia le même mois une expédition ayant pour but d'atteindre l'Illinois. Moins de vingt personnes restèrent à Fort Saint-Louis. Dix sept hommes faisaient partie de l'expédition, dont La Salle, son frère, deux de ses neveux, et L'Archevêque. Alors qu'ils campaient près de l'actuel Navasota, le 18 mars, quelques hommes se querellèrent à propos des rations de viande de bison. Cette nuit, un des neveux de La Salle et deux autres hommes furent tués dans leur sommeil par un membre de l'expédition. La journée suivante, La Salle fut lui aussi tué en tentant d'approcher le camp pour enquêter sur la disparition de son neveu. Ces querelles internes provoquèrent la mort de deux autres membres de l'expédition. Deux des membres survivants, dont L'Archevêque, se joignirent aux tribus Caddos. Les six membres restants poursuivirent leur route en direction d'Illinois et rencontrèrent plusieurs hommes d'Henri de Tonti près de l'Arkansas. Durant leur voyage à travers l'Illinois jusqu'au Canada, aucun d'entre eux ne dit à quiconque que La Salle était mort ; ils finirent par atteindre la France en été 1688 et informèrent le roi Louis XIV de la mort de La Salle et des horribles conditions qui régnaient dans la colonie. Le roi n'envoya cependant aucune aide.

## Sauvetage

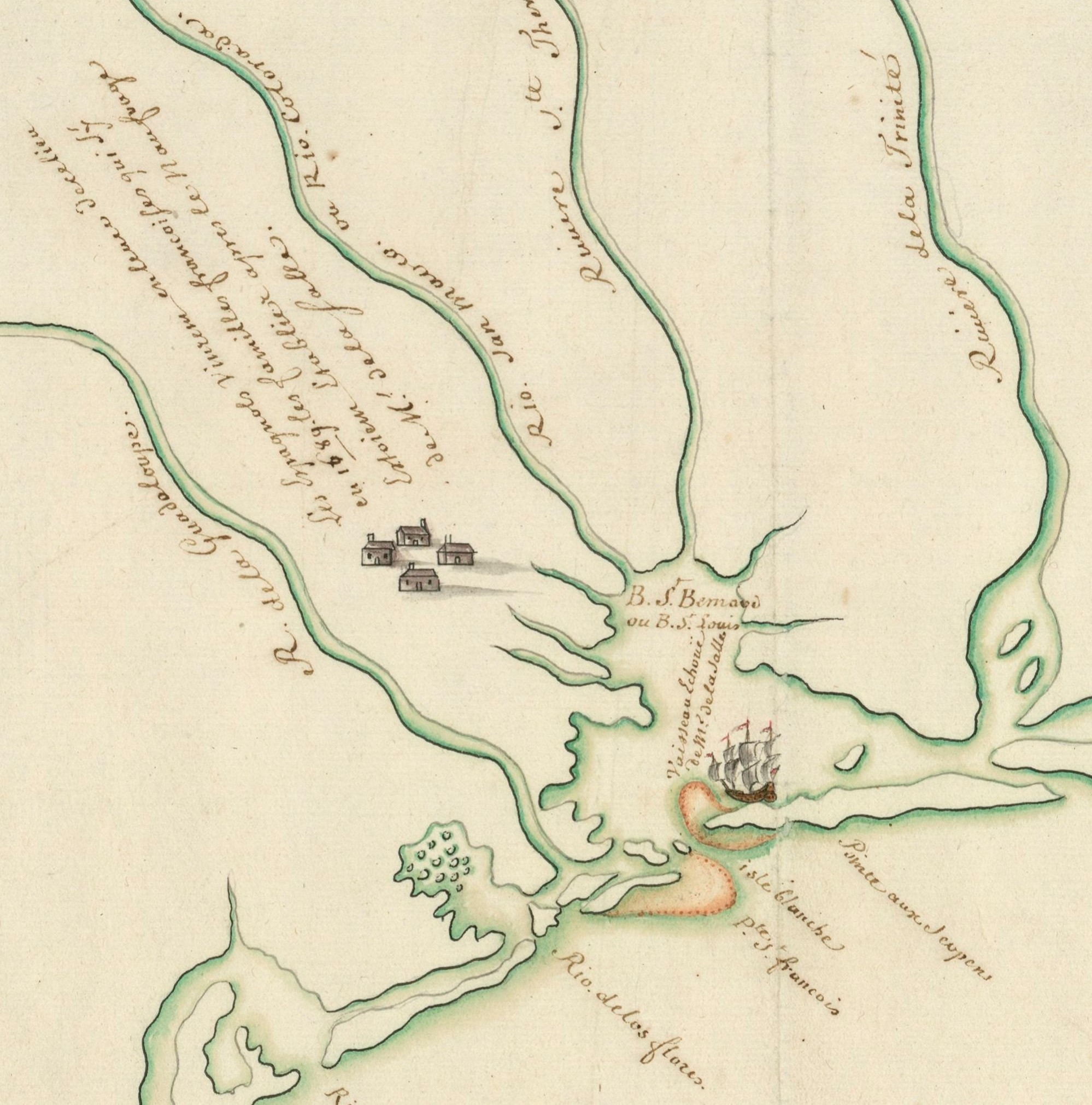
Détail d'un plan français édité entre 1690 et 1715 présentant le naufrage d'un navire de Cavelier de La Salle (sans doute La Belle) et le village où furent recueillis les derniers survivants par les Espagnols en 1689, dont Jean L'Archevêque.

L'Archevêque en eût assez de vivre parmi les Caddo. En 1689, lui et son compagnon, Jacques Grollet, écrivirent un message demandant du secours. Ils le donnèrent aux Caddo, qui le remirent aux indiens Jumano lors d'un troc. Les Jumano étaient alliés avec les espagnols, et apportèrent un ensemble de documents aux autorités espagnoles du Nouveau-Mexique, dont une peinture sur parchemin d'un bateau, et un message écrit par L'Archevêque qui disait:

« Je ne sais quelle sorte de gens vous êtes. Nous sommes Français [;] nous vivons parmi les sauvages[;] nous préférerions être parmi des Chrétiens tels que nous[.] ... Notre seul grief est d'être parmi des bêtes comme eux qui ne croient ni en Dieu ni en rien. Mes Seigneurs, s'il vous plaît de nous emmener, il vous suffit de nous envoyer un message. ... Nous nous livrerons à vous. »

Alonso De León secourut L'Archevêque et Grollet. Après interrogatoire, les hommes maintinrent que plus d'une centaine de colons français étaient morts de variole, et les autres, tués par les tribus karankawa. Les seules survivants connus de l'attaque finale étaient les enfants Talon, qui avaient été ensuite adoptés par les karankawa. Selon les enfants, les indiens avaient attaqué, aux alentours de Noël 1688, les colons restants.

## Citoyenneté espagnole
L'Archevêque et Grollet furent emmenés à Mexico et emprisonnés en Espagne pendant trente mois. Après avoir prêté serment à l'Espagne, les deux hommes furent autorisés à retourner en Amérique du Nord. L'Archevêque rejoignit un groupe de colons et arriva à Santa Fe le 22 juin 1694. Trois ans plus tard, il se maria avec une veuve, Antonia Gutiérrez, avec qui il eût deux enfants, Miguel et Maria.
Antonia mourut, probablement en 1701. Cette même année, L'Archevêque acheta une propriété à Santa Fe, mais continua à servir le pays en tant que soldat. Il devint éclaireur, en 1704, sous le commandement de Juan de Ulibarri, et en 1714 membre d'une junte. Après s'être retiré de l'armée, L'Archevêque devint commerçant. Ses fils, Miguel ainsi que son fils illégitime Agustin, l'assistèrent dans sa tâche .
En 1719, il est à nouveau père, une servante donnant naissance à son fils illégitime. La même année, le 16 août, il épousa Manuela Roybal, la fille de l'alcalde Ignacio de Roybal. Un an après, il se joignit à l'expédition Villasur contre les Pawnees dont la troupe était conduite par un Français. On avait demandé à L'Archevêque de se joindre à l'expédition en tant qu'interprète. Les Pawnee attaquèrent l'expédition le 20 août 1720, et tuèrent la plupart des Espagnols, y compris L'Archevêque. Son corps fut abandonné sur les berges d'une rivière inconnue.

## Sources
- George Bancroft, History of the United States of America : from the discovery of the American continent, Vol. 3., Londres, Little, Brown and Company, 1864 (OCLC 20338866, lire en ligne)
- Adolph Francis Alphonse Bandelier, The Gilded Man : (El Dorado) and Other Pictures of the Spanish Occupancy of America, New York, D. Appleton and Company, 1893 (OCLC 122931746, lire en ligne)
- Adolph Francis Alphonse Bandelier, Hemenway Southwestern Archaeological Expedition : Contributions to the History of the Southwestern Portion of the United States, Cambridge, MA, J. Wilson and Son, 1890 (lire en ligne)
- John Francis Bannon, The Spanish Borderlands Frontier, 1513–1821, Albuquerque, NM, University of New Mexico Press, 1997, 308 p. (ISBN 978-0-8263-0309-7, lire en ligne)
- James E. Bruseth et Toni S. Turner, From a Watery Grave : The Discovery and Excavation of La Salle's Shipwreck, La Belle, College Station, TX, Texas A&M University Press, 2005, 159 p. (ISBN 1-58544-431-6, lire en ligne)
- Colin G. Calloway, One Vast Winter Count : The Native American West Before Lewis and Clark, Lincoln, Nebraska, University of Nebraska Press, 2003, 631 p. (ISBN 978-0-8032-1530-6, lire en ligne)
- Donald E. Chipman, Spanish Texas, 1519-1821, Austin, TX, University of Texas Press, 1992 (ISBN 0-292-77659-4)
- John L. Kessell, Spain in the Southwest : A Narrative History of Colonial New Mexico, Arizona, Texas, and California, Norman, OK, University of Oklahoma Press, 2003, 462 p. (ISBN 978-0-8061-3484-0, lire en ligne)
- Dan L. Thrapp, Encyclopedia of Frontier Biography, Volume 2 : G-O, Lincoln, NE, University of Nebraska Press, 1991, 1698 p. (ISBN 978-0-8032-9419-6, lire en ligne)
- (en) David J. Weber, The Spanish Frontier in North America, New Haven, CT, Yale University Press, 1992, 579 p. (ISBN 0-300-05198-0)
- Robert S. Weddle, The French Thorn : Rival Explorers in the Spanish Sea, 1682–1762, College Station, TX, Texas A&M University Press, 1991, 435 p. (ISBN 0-89096-480-7)